# Três Ranchos
Três Ranchos é um município brasileiro localizado no extremo sudeste do estado de Goiás, à margem direita do Rio Paranaíba. O município limita-se ao norte com Ouvidor, a sul e oeste com Catalão, ao sul e a leste com o estado de Minas Gerais.
O município é procurado como importante destino turístico de Goiás, principalmente pelas paisagens criadas com o represamento do Rio Paranaíba.

## Origem do nome
Há duas versões para a origem do nome do município, uma conferindo o nome "três ranchos" aos locais de pouso para os viajantes e tropeiros, outra atribuindo-o a ranchos que se localizavam no alto da serra, onde teria existido um pequeno quilombo.
No “Vocabulário Geográfico do Estado de Goiás”, editado pelo IBGE em 1957, o termo “três ranchos” refere-se à “serra entre o córrego Água Limpa e o ribeirão Ouvidor”, no Município de Catalão, o que reforça a segunda interpretação.
Houve duas tentativas de mudar o nome da cidade. A primeira ocorreu por ocasião da fundação do município, e o novo nome tornou-se Paranaíba de Goiás. Mas as confusões geradas pelo correio (diversas correspondências eram extraviadas para a Paranaíba de Mato Grosso do Sul) e a preferência da população pelo nome original acabaram revertendo a decisão. A segunda foi um projeto de lei de 1955, sugerindo a mudança para Levinópolis, em homenagem ao Coronel Levino Lopes.

## História
O documento mais antigo em que há citação ao nome de Três Ranchos data de 1876, uma procuração incluída no formal de partilha da Fazenda Fundos que, junto com as Fazendas Lagoa e Sacco, formariam o atual município. Dessa época sobreviveram diversas velhas construções, como as sedes das fazendas e a Igreja de Nossa Senhora d'Abadia, hoje em ruínas. Uma referência mais antiga, da viagem de Auguste de Saint-Hilaire no final dos anos 1820, aponta para a "fazenda dos casados", um aglomerado de propriedades formado pelos filhos do primeiro proprietário, que iam se casando e construindo suas moradias próximas à do pai, que hoje localiza-se na fronteira entre os municípios de Catalão e Três Ranchos.
Três Ranchos foi estabelecida como distrito em 19 de dezembro de 1948 e emancipado do município de Catalão em 19 de outubro de 1953. A ata da sessão de instalação da primeira Câmara de Vereadores foi lavrada em 31 de janeiro de 1955.
O Rio Paranaíba foi muito importante para a história de Três Ranchos; primeiro pelas terras férteis que atraíram os primeiros fazendeiros, depois pelos portos e ainda depois pelo garimpo de diamantes, a partir da década de 1940. A instalação de portos no município era facilitada pelo estreitamento do rio que acontecia na região. Os principais portos foram os da Praia Rica, o Mata-Padre e o Mão-de-Pau, este último foi, durante algumas décadas, foi o mais rendoso da província de Goiás. Mesmo com a construção de pontes, os portos continuaram possuindo grande importância econômica e política.
De forma similar, a ferrovia teve grande importância para a fixação da cidade. No decreto da instalação do Distrito de Três Ranchos, datado de 19 de dezembro de 1948, consta que a solenidade seria realizada na estação, provavelmente em razão de ser o único prédio público existente à época. O traçado da avenida principal iniciava nas cercanias da estação e seguia o trajeto da via férrea: o relevo, conveniente tanto para as locomotivas quanto para outros veículos, recomendava que as duas estradas seguissem parelhas.

### A Ferrovia
O trecho da estrada de ferro vindo pelo sul, de Patrocínio, no lado mineiro, até Ouvidor, em Goiás, cidade vizinha ao norte de Três Ranchos, teve a construção iniciada em 1932. A inauguração do segmento de Patrocínio a Monte Carmelo, ainda em Minas Gerais, ocorreu em 1937. O segundo trecho, de Monte Carmelo a Ouvidor, passando por Três Ranchos, foi entregue ao tráfego no dia 11 de novembro de 1942, embora num relatório da Rede Mineira de Viação conste como data da inauguração oficial o dia 11 de fevereiro de 1944. Esta foi, no entanto, apenas a data da solenidade política, posto que a ferrovia já estava em operação havia dezesseis meses.
A chegada da ferrovia constituiu-se num grande propulsor da economia regional, pois possibilitava a vinda de insumos e ferramentas com mais quantidade, variedade e celeridade, assim como permitia o escoamento da produção de arroz, feijão, milho e da castanha de babaçu. Também o gado passou a ser transportado pela via férrea, com a vantagem de não perder peso, como quando tocado nas longas jornadas. Para a transposição do Rio Paranaíba foi construída uma ponte que, além dos trens, dava travessia aos pedestres, aumentando o intercâmbio entre as populações de Três Ranchos e dos municípios vizinhos no lado mineiro. Eram comuns as visitas aos parentes e amigos para transmitir as notícias “do outro lado”, assim como fazia parte perguntar pelas novidades aos maquinistas e ferroviários envolvidos no trabalho da ferrovia, que também faziam o favor de trazer e levar recados, cartas e pequenas encomendas.
A década de 1950 foi o início do declínio da ferrovia no Brasil. Em seguida à vitória dos aliados na Segunda Grande Guerra, capitaneados pelos Estados Unidos, houve uma grande expansão do transporte rodoviário, em detrimento das ferrovias. A influência e o interesse americanos eram evidentes, tantas eram as suas companhias petrolíferas e indústrias de carros, caminhões, pneumáticos etc, ansiando pela ampliação do mercado consumidor de seus produtos. E o transporte ferroviário não se encaixava nesse propósito. Embora Três Ranchos aparentemente estivesse distante da celeuma, o fato é que o transporte ferroviário perdia a importância de outrora, e o desmazelo com a ferrovia fazia as viagens atrasarem e se tornarem cada vez mais preocupantes e inseguras aos usuários. Este pedaço da ferrovia foi desativado e os trilhos retirados no final da década de 1970, para a construção da Usina Hidrelétrica de Emborcação. Também a ponte ferroviária que fazia a ligação entre os municípios de Três Ranchos e Douradoquara foi submersa pelo lago e chegou-se a cogitar a construção de outra ponte, projeto logo em seguida descartado, em vista dos interesses e da influência política de municípios importantes, especialmente do lado mineiro, de onde o tráfego seria desviado, causando-lhes algum reflexo negativo na economia.
Com a ferrovia veio o telégrafo, meio de comunicação fundamental para aquela época, tanto para os avisos sobre o tráfego de trens quanto para aliviar a angústia da população por notícias urgentes e distantes. Outro relevante papel desempenhado pela ferrovia na história de Três Ranchos foi o de estimular a fixação de quem já habitava a região, além de “qualificar” a imigração: seguindo os trilhos vieram professores e outros técnicos, como o farmacêutico Luís Ribeiro Horta, cuja prática profissional (incluída a de médico) fez dele importante figura política em toda região, tendo sido vereador na cidade de Catalão, antes de ser prefeito de Três Ranchos por três mandatos; ainda hoje os moradores mais antigos da margem mineira do Paranaíba se lembram de como se deslocavam para cá em busca dos bons serviços do “Sêo Luís”. Há também as importantes contribuições culturais trazidas pelos ferroviários e suas famílias, vindos de regiões longínquas do país e que fixaram residência aqui. 
A linha férrea tinha o seu traçado no município margeando o curso do Córrego Cutia, até a nascente. A cerca de cinco quilômetros da estação ferroviária, nas proximidades da sede da fazenda do Sr Sandoval Inácio Carneiro, as locomotivas a vapor eram abastecidas de água e lenha (ainda está de pé a grande caixa d’água) e os vagões carregados com as telhas produzidas pela Cerâmica Modelo, hoje desativada. Outros empreendimentos e algumas sedes de fazendas eram estrategicamente construídos às margens da ferrovia, de forma a facilitar a utilização desse meio de transporte, o mais eficiente daqueles tempos.

## Política
Sucederam-se os seguintes prefeitos desde a emancipação política do município de Três Ranchos: Joaquim Bernardes de Melo (interino, indicado para o cargo até a primeira eleição), Luís Ribeiro Horta, Miguel Pereira Coutinho, Luís Ribeiro Horta, Domingos Alves da Silva, Luís Ribeiro Horta, Inácio Pereira, Janete Coelho Pereira, Elizeu Francisco da Cunha, Eurípedes Pereira Ferreira, Rolvander Pereira Wanderley, Janete Coelho Pereira, João Batista Peixoto, Nivaldo da Silva Aguiar, Rolvander Pereira Wanderley, Rolvander Pereira Wanderley, Hugo Deleon de Carvalho Costa.

## Economia
Por um longo tempo a economia da região vinculou-se às atividades agrícola e pecuária. A primeira tipicamente de subsistência, com pequenos excedentes, por causa da dificuldade de escoamento da produção. A criação de gado, por outro lado, em vista da pouca exigência de meios de transporte, foi atividade mais praticada, tanto para consumo próprio quanto para venda. Além disso, havia também a extração da castanha do coco de babaçu, praticada principalmente por mulheres e crianças. Essas atividades permaneceram dominantes mesmo depois da descoberta de diamantes no leito do Rio Paranaíba, no final da década de 1930 e início da de 1940; o garimpo, entretanto, foi um importante vetor de imigração para a região. Essa atividade cessou apenas em 1982, com o surgimento do reservatório produzido pela Usina Hidrelétrica de Emborcação.
Hoje, graças ao reservatório da usina, a principal atividade econômica do município é o turismo, atraído pelas belas paisagens de cerrado (ainda que bastante devastado no município, inclusive com o beneplácito do poder público), compreendidas hoje entre a serra e o lago, que se aproxima bastante do núcleo urbano. Os esportes náuticos e a pesca são atrativos muito procurados outra grande atividade econômica do município é a construção civil tento em vista que vários empresários do estado e de estados vizinhos investem em construções de chacaras e pousadas

## Geografia
Sua população segundo o Censo/2010 é de 2.819 habitantes. Curiosamente, no entanto, segundo dados da eleição de 2012, o município tem cadastrados 3.378 (três mil, trezentos e setenta e oito) eleitores, evidenciando que a relação entre o número de eleitores e habitantes do município, que não deve exceder a 65%, vai muito além do limite previsto em lei - em Três Ranchos o percentual de eleitores é de 120% em relação ao número de habitantes.
A característica física mais destacada do município são as áreas alagadas do Rio Paranaíba, produzidas pela Usina Hidrelétrica de Emborcação. O lago formado chega a uma profundidade máxima de 176 m e um volume d’água aproximado de 17,6 bilhões de metros cúbicos, ocupando uma área de 446 quilômetros quadrados – algo equivalente a duas vezes o tamanho da Baía da Guanabara.

## Transporte
Três Ranchos é cortada pelas rodovias BR-050 (Brasília-São Paulo) GO-330 (vindo de Goiânia). Em relação às duas balsas que ligavam o município ao Estado de Minas Gerais: a que fazia a ligação com Grupiara foi desativada, e a que atravessa para Douradoquara foi privatizada.